# Morten Lützhøft

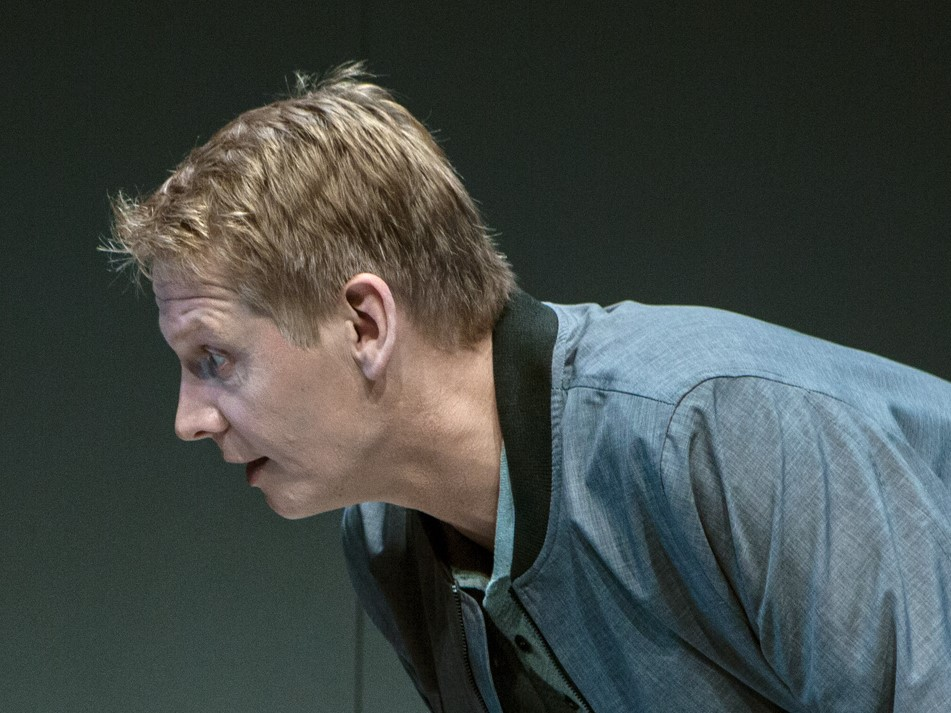
Morten Lützhøft, 2016

Morten Piras Lützhøft (* 16. April 1963 in Dänemark) ist ein dänischer Schauspieler.

## Leben
Morten Lützhøft absolvierte von 1990 bis 1994 erfolgreich seine Schauspielausbildung am Odense Teater. Anschließend begann er regelmäßig an unterschiedlichen Theatern zu spielen, wobei sein Repertoire von normalen Drama bis zum Musical reichte. Als Filmschauspieler ist er seit 2002 regelmäßig in unterschiedlichen Fernsehproduktionen zu sehen, darunter in Serien wie Der Adler – Die Spur des Verbrechens , Kommissarin Lund – Das Verbrechen und zuletzt Die Brücke – Transit in den Tod.

## Filmografie (Auswahl)
- 2002: Unit One – Die Spezialisten (Rejseholdet, Fernsehserie, eine Folge)
- 2004–2006: Der Adler – Die Spur des Verbrechens (Ørnen: En krimi-odyssé, Fernsehserie, 13 Folgen)
- 2005: Todeshochzeit (Mørke)
- 2007–2008: Anna Pihl – Auf Streife in Kopenhagen (Anna Pihl, Fernsehserie, fünf Folgen)
- 2007: Kommissarin Lund – Das Verbrechen (Forbrydelsen, Fernsehserie, drei Folgen)
- 2011: Nordlicht – Mörder ohne Reue (Den som dræber, Fernsehserie, zwei Folgen)
- 2013: Die Brücke – Transit in den Tod (Broen, Fernsehserie, vier Folgen)